# Paraplonobia myops
Paraplonobia myops är en spindeldjursart som först beskrevs av Pritchard och Baker 1955.  Paraplonobia myops ingår i släktet Paraplonobia och familjen Tetranychidae. Inga underarter finns listade i Catalogue of Life.